# Gårdmyrtjärnarna
Gårdmyrtjärnarna eller Gårdmyratjärnarna är varandra näraliggande sjöar i Bergs kommun i Jämtland och ingår i Ljungans huvudavrinningsområde.
- Gårdmyrtjärnarna (södra), sjö i Bergs kommun, 62°41′32″N 14°19′56″Ö / 62.6921°N 14.3321°Ö
- Gårdmyrtjärnarna (norra), sjö i Bergs kommun, 62°41′40″N 14°19′23″Ö / 62.6944°N 14.323°Ö